# Национално географско друштво
Национално географско друштво (енгл. National Geographic Society, NGS) основано је у Вашингтону у Америци и једно је од највећих светских друштава за образовање. Његова интересовања укључују географију и природне науке, промоцију природе и историју, нарочито истраживање историје разних цивилизација.
Мисија друштва је „да повећа знање о географији” те „да промовише очување светских културних, историјских и природних извора”. Директор и бивши генерални директор од марта 1998. године, Џон М. Фахи мл., каже да је сврха Националне географије да инспирише људе како би почели да се брину о својој планети. Удружење воде 23 члана Управног одбора сачињеног од групе одабраних предавача, бизнисмена, научника, бивших владиних чиновника и бораца за очување природе и људске историје. Организација такође даје и стипендије за научна истраживања. Национална географија издаје свој званични часопис Национална географија, као и друге магазине, књиге, школске приручнике, мапе, интернетске и видео-производе итд. на многим светским језицима и широм света. Такође поседује образовни фонд који додељује средства образованим установама и појединцима да побољшају географско знање. Њихов комитет за истраживање је давао донације од скоро самог оснивања организације, а за научна истраживанња и открића и скоро је доделио своју 9000. награду. Њихове разноврсне медије користи око 360 милиона људи месечно.

## Историја
Национално географско друштво је основано у Вашингтону, 27. јануара 1888. године. Основала су га 1888. године 33 научника и истраживача која су се интересовала за ширење знања о географији, промоцију и очување светских културних, историјских и природних извора. Гардинер Грин Хабард постао је први председник, а на том месту га 1897. године је наследио његов зет — Александер Грејам Бел. Белов зет Гилберт Хауи Гросвенор је први човек који је именован за уредника магазина Национална географија, позицију на којој је остао пуних 55 година. Чланови породице Гросвенор су били на важним позицијама у организацији. Бел и његов зет Гросвенор осмислили су успешну маркетиншку кампању о чланству у удружењу и прву велику употребу фотографија које су буквално „причале приче” у магазину. Председник Управног одбора НГД је био Гилберт Мелвил Гросвенор, а 2005. добио је Председничку медаљу слободе за вођење Удружења за географско образовање. НГД је добио награду Принца од Астурије у области комуникација и хуманости, октобра 2006. у Овједу.
Иако се и Александер Грејам Бел понекад сматра оснивачем, он је заправо био само други по реду пресдседник НГД, позиција на коју је изабран 7. јануара 1898. године и на којој је остао до 1903.

### Оснивачи
Национално географско друштво основала су 33 или 34 научника и истраживача:
| 1. Кливленд Абе 2. Франк Бејкер 3. Маркус Бејкер 4. Џон Расел Бартлет 5. Чарлс Џ. Бел 6. Роџерс Бирни 7. Вилијам Дал 8. Артур Пауел Дејвис 9. Кларенс Датон 10. Хенри Ганет 11. Семјуел Ганет | 1. Гроув Карл Гилберт 2. Џорџ Браун Гуд 3. Џејмс Хауард Гор 4. Адолфус Вошингтон Грили 5. Едвард Еверет Хајден 6. Хенри Ведерби Хеншоу 7. Гардинер Грин Хабард 8. Вилард Дрејк Џонсон 9. Џорџ Кенан 10. Џорџ Волис Мелвил 11. Клинтон Харт Меријам | 1. Хенри Мичел 2. Роберт Малдроу II3. Херберт Гувернер Огден 4. Џон Весли Пауел 5. Вилијам Брамвел Пауел 6. Израел Расел 7. Винфилд Скот Склеј 8. Алмон Харис Томпсон 9. Гилберт Томпсон 10. Ото Хилгард Титман 11. Џејмс Кларк Велинг |

## Фотографија
Осим што је друштво познато по ТВ каналу Национална географија који је са радом почео 1959. године, познато је и по бројним текстовима о пределима, историји и најудаљенијим деловима света које објављује у часопису одликованом одличним квалитетом фотографија. Овај стандард чини га заправо домом најквалитетнијих фотографија на свету. Магазин је почео да објављује фотографије у боји почетком 20. века, када је ова техологија још била ретка. Током тридесетих 20. века, Луис Марден (1913—2003), писац и фотограф Националне географије, убедио је магазин да дозволи својим фотографима да користе мале 35 милиметарске апарате напуњене Kodachrome филмом. Магазин је 1959. почео да објављује фотографије на корицама. Фотографи су убрзо прешли на дигиталну фотографију користећи је и за часопис и за награђивани веб-сајт. У каснијем периоду, магазин је задржао свој жути рам на корицама (чије су ивице величине која поштује правило златног реза), само мењајући слику на насловној страни, бирајући неку фотографију из неког чланка тог месеца. Часопис НГД је 2006. је започео интернационално фотографско такмичење са преко 18 земаља које су учествовале.